# 関野聖雲
関野 聖雲（せきの せいうん、1889年〈明治22年〉5月2日 - 1947年〈昭和22年〉10月28日）は、日本の仏師、彫刻家。高村光雲の弟子。本名は関野金太郎。

## 生涯
神奈川県愛甲郡小鮎村（現在の厚木市小鮎）の大工の家に生まれる。数え16歳で高村光雲の弟子となる。1906年4月、東京美術学校彫刻科選科に入学し、1911年3月卒業する。在学中の作品「白拍子」が母校に買い取られた。
1913年の第三回東京勧業展覧会において作品が宮内省御用品となる。1915年、第9回文展に初入選。それ以来毎年入選し、文展、帝展で活躍した。1921年3月17日、東京美術学校の助教授となり、後に教授となる。1944年の退官まで後進の指導に尽力した。
昭和22年10月28日、国立博物館講堂に於いての第3回日展審査報告会の際、第三部主任として報告中、卒倒し死去。享年59才。墓所は台東区谷中の海蔵院にあり、聖雲自身が1926年7月に建立したものである。墓石に刻まれた家紋は丸に三つ柏。

## 作品
- 力光(帝展特選)
- 寂境の夕(帝展特選)
- 鴦崛摩
- 京都浄瑠璃寺の吉祥天立像模刻
- 聖徳太子
- 毘沙門天
- 大和禅師

など